# John Roemer
John E. Roemer, född 1 februari 1945 i Washington, D.C., är en amerikansk nationalekonom, statsvetare och professor i dessa ämnen vid Yale University. 
Innan han började vid Yale var han anställd vid nationalekonomiska fakulteten vid University of California, och innan han påbörjade sin akademiska bana arbetade han under flera år som fackföreningsman. 
Roemer har gett betydelsefulla bidrag till ämnen och frågor som ekonomisk filosofi, distributiv rättvisa och lika möjligheter. I sin bok Equality of Opportunity argumenterar han för att samhället måste vidta åtgärder som ser till att individers socio-ekonomiska utsikter inte beror på faktorer som ras, kön och klass som man föds in i. Istället bör ens personliga välfärd endast bero på de ansträngningar som man utövar i livet. I sin Democracy, Education and Equality hävdar Roemer att demokrati som politisk mekanism inte kan garantera, ens i det långa loppet, att en individs framtidsutsikter inte beror på föräldrarnas ekonomiska välstånd eller utbildningsnivå. Därför kan man inte helt och hållet förlita sig på att demokrati ska förverkliga rättivseidealet om lika möjligheter.
Tidigare i sin karriär var tillhörde Roemer den analytiskt marxistiska skolan, som han tillsammans med G.A. Cohen, Jon Elster och några andra var med och grundade. I böcker som Analytical Foundations of Marxian Economic Theory, A General Theory of Exploitation and Class, Value Exploitation and Class och Free to Lose: An Introduction to Marxian Economic Philosophy har han skrivit om ekonomiska frågor ur ett vänsterperspektiv, och han har försökt ge marxismen en spelteoretisk och mikroekonomisk grund.
Roemer har även utvecklat nya idéer inom den politiska ekonomin. I sin bok Political Competition argumenterar han för att den traditionella downsianska modellen av politisk tävlan i ett en-dimensionellt politikområde är otillfredsställande eftersom det lämnar så många frågor obesvarade, som varför de fattiga inte exproprierar de rika i demokratier. I en multi-dimensionell verklighet föreligger emellertid oftast inte Nashs jämvikt, vilket innebär att det är omöjligt att förutsäga vilka förslag politiska partier kommer att föra fram, utan nya verktyg. Roemer har presenterat ett lösningsförslag på problemet med modellen Roemer Model of Political Competition eller Party-Unanimity Nash Equilibrium (PUNE), där olika politiska partiers fraktioner - militanta, opportunister och reformister - gemensamt måste enas om vissa eftergifter från en given politik för att den inte ska vara en del av jämvikten. Denna form av enighet är sällsynt och det tenderar att finnas flera PUNE även utan någon vanlig jämvikt av Nashs typ, vilket skapar det motsatta problemet med flera jämvikter. PUNE har dock ändå visat sig vara användbar och Roemer och hans medförfattare har använt den för att studera problem som rasism och främlingsfientlighet i val.
I sin bok A Future for Socialism (1994) presenterar Roemer ett förslag på hur en fungerande marknadssocialism skulle kunna utformas. Han diskuterar även frågor som vad socialister egentligen eftersträvar, varför Sovjetunionen föll och socialistisk kritik av marknadssocialism. Enligt Roemer har många socialister fokuserat alltför mycket på ägandeförhållanden. I inledningen av boken tar han upp tre punkter som han tror att socialister egentligen eftersträvar: lika möjligheter till (1) självförverkligande och välfärd, (2) politiskt inflytande och (3) social status. Han kritiserar även tesen om självägande som många marxister har anammat, enligt vilken arbetarna har rätt till frukten av sitt eget arbete. Han påpekar att denna tes i själva verket är central för nyliberala filosofer, som Robert Nozick, och att den strider mot socialismens jämlikhetssträvan. Enligt Roemer behöver moderna socialister omvärdera sin tidigare hållning i politiska frågor, dels på grund av att vissa idéer är felaktiga eller mindre tilltalande än de kan förefalla, och dels på grund av att de sociala omständigheterna har förändrats radikalt. Han instämmer i filosofen G.A. Cohens analys av sociala omständigheter som har försvunnit, och som förut gav legitimitet åt en annan socialistisk politik. De egenskaper som har förlorat sin giltighet är: att arbetarklassen (1) utgjorde majoriteten i befolkningen, (2) producerade samhällets välstånd, (3) var den mest exploaterade gruppen i samhället, (4) var den grupp som störst behov, (5) inte hade någonting att förlora från en samhällelig revolution och (6) kunde och skulle omvandla samhället.